# 丽龟
丽龟（學名：Lepidochelys olivacea）是海龜的一種，又稱太平洋丽龟、麗龜、橄龟、姬賴利海龜。牠最大的特色是灰黑色心型背甲，外觀像一顆大橄欖而得名為欖蠵龜。种加词 olivacea 意为“橄榄状的”、“卵圆形的”。成龜體長達62到72公分，體重約45公斤。是世界上現存七種海龜中體型最小的。
丽龟是肉食性動物，食物包括各種魚類、軟體動物、甲殼類等。分佈範圍以熱帶69海域為主，偶而也會在溫帶海域中看到牠。

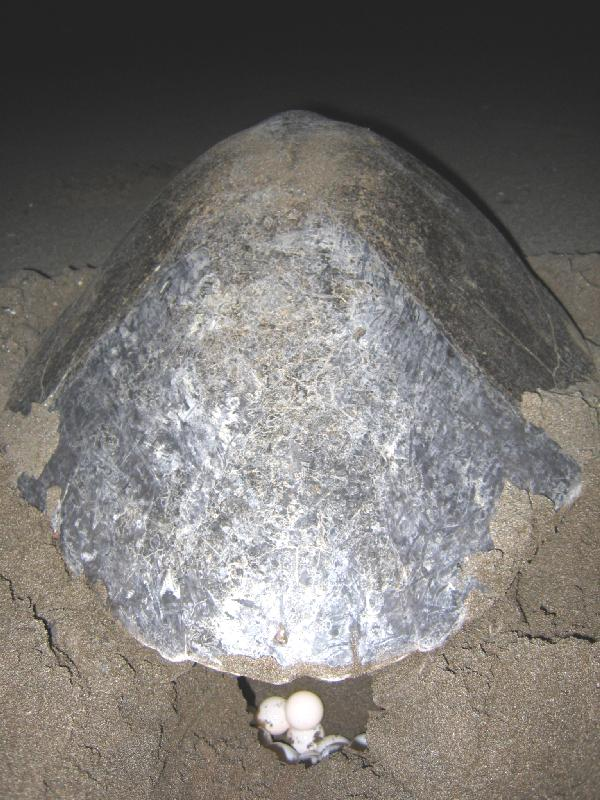
產卵中的丽龟

丽龟母龜在繁殖期時，習慣於日間集體上岸產卵，個體母龜每季產下1到3窩，據南美蘇利南的統計資料每窩大約平均116顆 (30至168) ，而太平洋東的統計資料顯示每窩大約平均105 (74–126)。龜卵正常需45至51天才會孵化，幼龜剛出生時，長約43公厘，體重約24克左右，至少要12到30年才达到成年期。
由於丽龟習慣於白天集體上岸產卵，一次可能多達百隻以上規模，場面相當壯觀，世界各地以印度和墨西哥兩地海岸，可以看到丽龟產卵的生態畫面，印度的奧利薩省就曾出現超過上萬隻丽龟產卵的鏡頭 （页面存档备份，存于）。墨西哥海灘上也曾出現，此習性造成盜獵者往往肆無忌憚的殘殺丽龟。他們盜獵的原因是取得龜蛋，據稱丽龟的龜卵是春藥的主要成份。

## 外部連結
- Lepidochelys olivacea
- 欖蠵龜 （页面存档备份，存于）